# Diglycerid

1,2-diacylglycerol - R1 a R2 jsou řetězce mastných kyselin

Digliceridy nebo diacylglyceroly jsou estery dvou mastných kyselin a glycerolu. Skládající se tedy ze dvou řetězců mastných kyselin kovalentně vázaných na molekulu glycerolu prostřednictvím esterových vazeb.  Existují dvě možné formy:
- 1,2-diacylglyceroly
- 1,3-diacylglyceroly

1,3-diacylglycerol - R1 a R2 jsou řetězce mastných kyselin

Diglyceridy působí jako povrchově aktivní látky, a proto se při zpracování potravin používají jako emulgátory.

## Výroba a výskyt
- Diglyceridy se průmyslově vyrábějí z triglyceridu a glycerolu. Surovinami pro jejich výrobu jsou rostlinné oleje nebo živočišné tuky.
- Diglyceridy jsou vedlejší složkou mnoha semenných olejů, kde jsou obvykle přítomny v 1–6%. U bavlníkového oleje je to až v 10%.

## Metabolismus
- Tuky v živém organismu se skládají hlavně z triglyceridů. Vzhledem k tomu, že triglyceridy nemohou být absorbovány trávicí soustavou, musí být nejprve enzymaticky rozštěpeny na monoglycerid, diglycerid a volné mastné kyseliny.
- Diglycerid je v živém organismu naopak prekurzorem triglyceridu, který vzniká přidáním třetí mastné kyseliny za katalýzy diglycerid acyltransferázy.

## Použití v potravinách
- Diglyceridy se používají především jako povrchově aktivní látky, obvykle ve formě emulgátorů.
- Spolu s monoglyceridy se běžně přidávají do komerčních potravinářských výrobků jako konzervanty E471, což pomáhá předcházet separaci směsí olejů a vody. Hodnoty uvedené na nutričních etiketách pro celkové tuky, nasycené tuky a transmastné kyseliny nezahrnují hodnoty přítomné v mono- a diglyceridech, protože tuky jsou definovány jako triglyceridy.
- Často se také nacházejí v pekařských výrobcích, nápojích, zmrzlině, žvýkačkách, zkrácení, šlehačkách, margarínu, pomazánkách a arašídovém másle, a cukrovinkách. V pekařských výrobcích jsou diglyceridy užitečné při zlepšování objemu a struktury bochníků a jako antistalingová činidla (zabránění stárnutí výrobku).
- Používají se také ke zvýšení stability smetany v mléčných nápojích.
- Olej obohacený o 1,3-diacylglycerol má schopnost potlačovat hromadění tělesného tuku, proto se často v potravinách používá jako náhražka tuku.